# Andrew Jackson Foster
Andrew Jackson Foster (* 27. Juli 1925 in Birmingham; † 12. März 1987 in Ruanda) war ein amerikanischer christlicher Missionar, der sich ab 1956 für die Gehörlosenbildung in Afrika einsetzte.

## Kindheit
Andrew Foster wurde im Alter von elf Jahren nach einer Meningitis taub. Er besuchte dann die Alabama School for the Coloured Deaf in Talladega. 1942 zog seine Familie nach Detroit und er arbeitete in einer Fabrik für Militärausrüstung, während er nachts studierte.

## Studium
Ein Vortrag über einen Missionar über gehörlose Jamaikaner inspirierte ihn, eine evangelische Karriere einzuschlagen.
Er war der erste Afroamerikaner an der Gallaudet University und erhielt 1954 seinen Bachelor, dem 1970 ein Ehrentitel folgte.
An der Eastern Michigan University und dem Seattle Pacific Christian College erwarb er einen Master.

## Mission in Afrika
1956 gründete Andrew Foster die Christian Mission for the Deaf African und reiste nach Westafrika, um die American Sign Language einzuführen. Seine erste Schule gründete er in Accra. Es folgte viele weitere Schulen in West- und Zentralafrika.
1974 gab es bereits 74 Gehörlosenschulen in Afrika.

## Tod
Foster starb 1987 bei einem Flugzeugabsturz in Ruanda. Er war mit Bertha Zuther verheiratet gewesen.

## Auszeichnungen
- Edward Miner Gallaudet Award der 'Gallaudet University 1975[4]